# Brauerei zum Kuchlbauer
La Brauerei zum Kuchlbauer est une brasserie à Abensberg, dans le Land de Bavière.

## Histoire
L'industrie brassicole a un rôle économique important dans la ville d'Abensberg. La ville compta jusqu'à sept brasseries, trois sont présentes au XXIe siècle. La brasserie Kuchlbauer est probablement la plus ancienne brasserie de la ville d'Abensberg et de Bavière. La première mention documentée de la brasserie sur la place municipale d'Abensberg, en face de la mairie, remonte à 1499.
Le 7 janvier 1751, la propriété entière est vendue à Joseph Amann, qui, sous le nom de Kuchlpaur, approvisionne en nourriture la cuisine de l'évêché de Ratisbonne à la Porta praetoria. Depuis, la brasserie est surnommée "zum Kuchlbauer". Le 1er juillet 1902, Joseph Krieger de Riedenburg acquiert la brasserie, qu'il cède le 25 février 1904 à sa fille et à son époux Michael Salleck d'Abensberg. Avec leur mariage le 5 avril 1904, la brasserie, l'auberge-brasserie, le domaine et la ferme associée deviennent la propriété de la famille Salleck.
Le 13 juillet 1904, le bâtiment de la brasserie brûle entièrement. Les époux Salleck décident rapidement de reconstruire avec le soutien de l'architecte de Ratisbonne Joseph Koch.
En 1920 environ, pour des raisons d'espace, l'exploitation de la brasserie est transférée dans la Römerstrasse, où se trouvait le domaine appartenant à la brasserie. La brasserie-auberge Zum Kuchlbauer reste en activité sur la place de la ville.
En 1969, le brasseur Leonhard Salleck reprend la direction de la brasserie Zum Kuchlbauer. Sous sa direction, la brasserie se spécialise dans la production de bière blanche. En 2014, le fils de Salleck, Jacob Horsch, rejoint la direction de la brasserie Zum Kuchlbauer et constitue la neuvième génération de la famille à diriger l'entreprise.
Juste au sud de la vieille ville, au bord de la Gillamooswiese, se trouve le Kuchlbauer Weissbier-Stadel, construit en 1982 avec des parties d'une grange historique de Haute-Bavière. De 1980 à 1985, la brasserie Kuchlbauer possédait également un restaurant à bord d'un bateau à aubes historique amarré non loin de l'Eiserne Brücke à Ratisbonne.

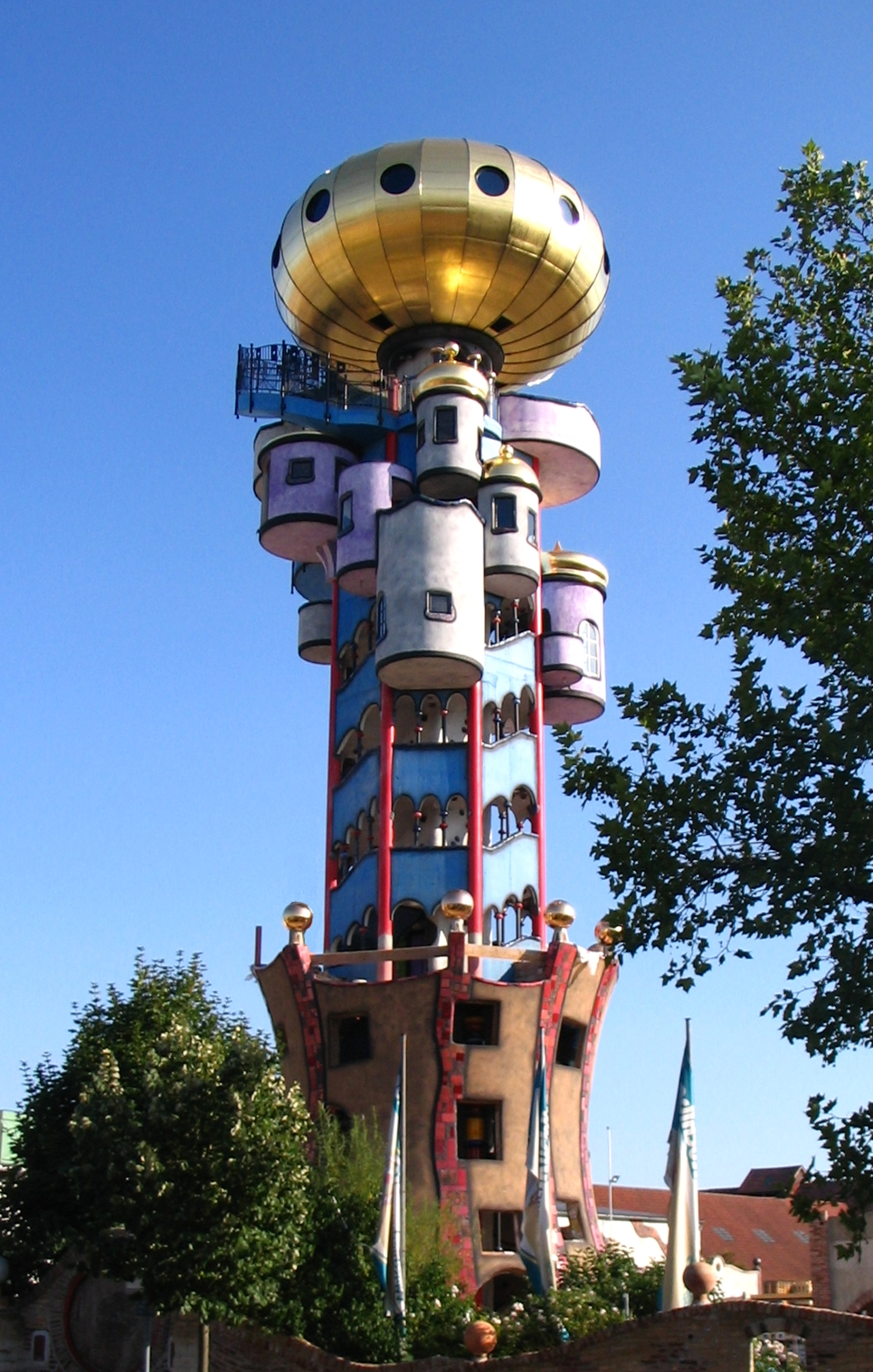
La tour Kuchlbauer.

Afin d'augmenter la popularité de la brasserie et la production de bière, Leonhard Salleck prévoit de transformer le bâtiment de la brasserie en une œuvre d'art. À cette fin, il contacte l'artiste Friedensreich Hundertwasser en 1998, qui accepte de concevoir une tour de l'art de la bière pour la brasserie au printemps 1999. Elle ouvre le 23 avril 2010 et devient le point de repère de la brasserie, elle est visitée par plusieurs milliers de visiteurs chaque année. À partir de 2011, la Talervilla à côté du bâtiment de la brasserie est transformée en KunstHausAbensberg, calquée sur le style de Friedensreich Hundertwasser. Une exposition permanente des dessins de Friedensreich Hundertwasser est inaugurée dans la maison en 2014.
En 1997, l'entreprise détient Spezial-Brauerei Schierling. En 2019, Kuchlbauer reprend De Bassus Schlossbrauerei.
La brasserie est membre de la Brauring, une société coopérative de brasseries privées d'Allemagne, d'Autriche et de Suisse.

## Production
La brasserie Kuchlbauer possède sa propre souche de levure et sa propre eau de puits. La fermentation a lieu en cuve de fermentation ouverte.
- Kuchlbauer Weisse (bière blanche à la levure légère et naturellement trouble)
- Turmweisse (bière blanche naturellement trouble)
- Alte Liebe (bière blanche foncée et naturellement trouble)
- Aloysius (Bière blanche-bock foncé)
- Sportsfreund (bière blanche légèrement foncée)
- Alkoholfreie Weisse (bière blanche légère)